# Eberhard von Schmettow
Eberhard Graf von Schmettow (Halberstadt, 17. rujna 1861. -  Görlitz, 31. siječnja 1935.) je bio njemački general i vojni zapovjednik. Tijekom Prvog svjetskog rata zapovijedao je s 8. i 9. pješačkom divizijom, te Korpusom Schmettow i LXV. korpusom na Istočnom, Rumunjskom i Zapadnom bojištu. 

## Vojna karijera
Eberhard von Schmettow rođen je 17. rujna 1861. godine u Halberstadtu u staroj šleskoj obitelji. Otac mu je bio Maximilian Graf von Schmettow, dok mu je majka bila Adela Emilia Klothilde von Usedom. Schmettow je u prusku vojsku stupio 1881. godine. Nakon što je služio u raznim vojnim jedinicama, 1901. godine postao je prvim pobočnikom načelnika Glavnog stožera Alfreda von Schlieffena. Godinu dana kasnije imenovan je pobočnikom cara Vilima, da bi u veljači 1911. postao zapovjednikom 5. konjičke brigade. U travnju 1912. dobio je zapovjedništvo nad husarskom brigadom smještenom u Danzigu.

## Prvi svjetski rat
Na početku Prvog svjetskog rata Schmettow dobiva zapovjedništvo nad 9. konjičkom divizijom kojom je sudjelovao u Graničnim bitkama na Zapadnom bojištu. U studenom 1914. divizija je premještena na Istočno bojište u sastav novoformirane 9. armije, gdje je Schmettow zapovijedajući navedenom divizijom sudjelovao u Bitci kod Lodza. U lipnju 1915. postaje zapovjednikom 8. konjičke divizije kojom zapovijeda do kolovoza 1916. godine. 
U kolovozu 1916. Schmettow je promaknut u čin general poručnika, te je imenovan zapovjednikom 3. konjičke divizije. Istodobno sa zapovjedništvom navedene divizije, dobiva zapovjedništvo nad korpusom koji je po njemu nazvan Korpus Schmettow. S navedenim korpusom Schmettow sudjeluje u invaziji na Rumunjsku. Za zapovijedanje prilikom zauzimanja većine Rumunjske Schmettow je 11. prosinca 1916. odlikovan ordenom Pour le Mérite. U siječnju 1917. Korpus Schmettow je reorganizacijom postao LXV. korpus, te Schmettow postaje njegovim zapovjednikom. Zapovijedajući LXV. korpusom koji se nalazio u sastavu 7. armije Schmettow je na Zapadnom bojištu sudjelovao u Drugoj bitci na Marni, posljednjem napadu njemačke Proljetne ofenzive.

## Poslije rata
Eberhard von Schmettow preminuo je 31. siječnja 1935. godine u 74. godini života u Görlitzu.

## Vanjske poveznice
(eng.) Eberhard von Schmettow na stranici Prussian Machine

(njem.) Eberhard von Schmettow na stranici Deutschland14-18.de